# Свръхестествено (сезон 7)
Вижте пояснителната страница за други значения на Свръхестествено.
Седмият сезон на „Свръхестествено“, американски телевизионен сериал, започва излъчване на 23 септември, 2011 и завършва на 18 май, 2012 и съдържа 23 епизода. Сам и Дийн Уинчестър са изправени пред нова заплаха в лицето на Левиатаните, по-силни от всичко, пред което братята са се изправяли дотогава.

## Актьорски състав
Главни герои:
- Джаред Падалеки в ролята на Сам Уинчестър
- Дженсън Екълс в ролята на Дийн Уинчестър

Специално гост участие:
- Миша Колинс в ролята на Кастиел
- Джеймс Марстърс в ролята на Дон Старк
- Карисма Карпентър в ролята на Маги Старк
- Ди Джей Куолс в ролята на Гарт Фитцджералт

Второстепенни герои:
- Джим Бийвър в ролята на Боби Сингър
- Джеймс Патрик Стюарт в ролята на Дик Роман
- Бенито Мартинез в ролята на Едгар
- Марк Шепърд в ролята на Краули
- и други.